# Plácido Galindo
Plácido Galindo (9 de març de 1906 - 22 d'octubre de 1988) fou un futbolista peruà.
Va formar part de l'equip peruà a la Copa del Món de 1930. També participarà en el Campionat sud-americà de 1929. Fou jugador, entrenador i president de Universitario de Deportes.